# Spalgis titius
Spalgis titius är en fjärilsart som beskrevs av Hans Fruhstorfer 1919. Spalgis titius ingår i släktet Spalgis och familjen juvelvingar. Inga underarter finns listade i Catalogue of Life.